# نیزه‌ماهی مبارز
نیزه‌ماهی مبارز (به انگلیسی: Wrestling Swordfish) یک فیلم کوتاه آمریکایی در ژانر ماجراجویی به تهیه‌کنندگی مک سنت است که در سال ۱۹۳۱ منتشر شد. این فیلم در سال ۱۹۳۲، جایزه اسکار بهترین فیلم کوتاه (خبری) را در پنجمین دوره جوایز اسکار دریافت کرد.